# فشار درون‌جمجمه‌ای
فشار درون‌جمجمه‌ای یا در اصطلاح پزشکی ICP (سرنام Intracranial pressure) به فشار درون کاسه سر و مغز و همچنین مایع مغزی‌نخاعی درون آن گفته می‌شود.
فضای داخل جمجمه فضای بسته‌ای است که قابلیت اتساع ندارد. خون از سرخرگ به داخل حفره مغز وارد و از طریق سیاهرگ خارج می‌گردد. محتویات داخل کاسه جمجمه شامل این موارد می‌باشد:
1. پارانشیم یا بافت خود مغز که به‌طور متوسط در بزرگسالان ۱۴۰۰ گرم وزن دارد. (۸۰٪ فشار)
2. خون در جریان داخل مغز که ‎ ۷۵ cc در ثانیه‌است .(۱۰٪ فشار)
3. مایع مغزی نخاعی (CSF) که ‎ ۷۵ cc است. (۱۰٪ فشار)

حد نرمال فشار درون جمجمه (ICP) (‎10_20mmgh) ناشی از تعامل و تعادل این سه جزء می‌باشد. برای اینکه ICP در حد نرمال حفظ شود لازم است تعادل بین این سه جزء پایدار باشد. در صورت تغییر حجم یکی از این سه عامل معمولاً حجم یا مقدار دو عامل دیگر نیز تغییر می‌یابد تا ICP در حد نرمال حفظ شود. البته توانایی بافت مغز نسبت به دو عامل دیگر در فشرده شدن و کاهش حجم آن کمتر است لذا عمده تغییرات در حجم خون یا CSF ایجاد می‌شود.

## افزایش فشار درون‌جمجمه‌ای
در افزایش فشار درون‌جمجمه‌ای یکی از سه مکانیسم زیر دخالت دارد:
1. محتویات مغز: تومور مغزی، تشکیل آبسه، ادم مغزی، آنسفالیت، CVA وسیع که باعث حجم مغزی شده و باعث افزایش ICP شوند.
2. مقدار مایع مغزی نخاعی CSF: زمانی‌که تولید CSF از مقدار طبیعی بیشتر باشد یا انسداد در مسیر جریان CSF یا اختلال در جذب CSF (اختلال در ورید سینوسی (Doramater) CSF باعث اتساع بطن‌ها، هیدروسفالی و RICP می‌شود.
3. اختلال در عملکرد عروقی مغز: بافت مغزی دارای توانایی خود تنظیمی (Auto regulation) برای تنظیم قطر عروق مغزی جهت ثابت نگه داشتن جریان خون مغز یا فشار پرفیوژن مغزی در حد نرمال علی‌رغم تغییرات در فشار خون سیستمیک را دارد.

- کاهش در فشار خون سیستمیک (BP): باعث گشادی شریان و تنگی ورید مغزی می‌شود.
- افزایش در فشار خون سیستمیک: باعث تنگی شریان و گشادی ورید می‌شود.

## فشار پرفیوژن جمجمه CPP
میزان CPP یا(Cranial Perfusion Pressure) باید بالای ۷۰mmHg باشد تا هم جریان خون مغز برقرار باشد و هم ICP نرمال حفظ شود. CPP = MAP – ICP
(MAP=DP+1/3(SP-DP فشار سیستولیک:SP فشار دیاستولیک:DP
معمولاً به دنبال ضربه مغزی، افت شدید BP و ادم مغزی، مکانیسم خود تنظیمی مغز مختل شده و باعث اختلال CPP شده و با کاهش CPP باعث ایسکمی سلول مغزی، نکروز سلول‌ها و بدنبال آن ادم و تشدید ICP می‌شود.
از طرف دیگر با افزایش CPP به بالای ۱۰۰mmHg، با افزایش حجم خون داخل مغزی باز هم باعث تشدید ICP می‌شود.
گازهای شریانی خون روی مکانیسم خود تنظیمی مغز اثر دارند. افزایش co۲ خون شریانی که ایجاد هایپر کاپنی می‌کند و کاهش O۲ به کمتر از ۶۰ mmHg که ایجاد هایپوکسی می‌کند باعث گشادی عروق مغزی می‌شوند. کاهش co۲ خون باعث انقباض عروق مغزی می‌شود.

### عوارض بالا رفتن فشار داخل جمجمه‌ای (RICP)
1. بیرون زدگی ساقه مغز: به دلیل فشار و خروج از طریق فورامن مگنوم.
2. دیابت بی‌مزه (دفع مایعات بدون قند).
3. ترشح زیاد ADH و احتباس مایعات (SIADH).

## علائم RICP
1. اولین علامت آن کاهش سطح هوشیاری (GCS) در بیمار است که با وضعیت قبلی بیمار مقایسه می‌شود.
2. سر درد در بیماران هوشیار که صبح‌ها شدیدتر است و با فعالیت کاهش می‌یابد.
3. تهوع و استفراغ جهنده که از علائم دیررس است.
4. سرگیجه به صورت احساس سبکی سر.
5. اختلال بینایی: تاری دید، دوبینی، که شایعترین علائم چشمی RICP هستند.
6. اختلال شعور: از یک اضطراب و نگرانی ساده تا اختلال حافظه و هوشیاری.
7. ادم پاپی (papilledema): یکی از قابل اعتمادترین نشانه‌های RICP است که نیاز به معاینه شبکیه چشم با افتالموسکوپ دارد.
8. تشدید رفلکسها، تغییر در اندازه مردمک، تغییر در پاسخ به نور مردمک.
9. سفتی گردن: در بسیاری از موارد وجود دارد. تفاوت آن با مننژیت این است که در RICP، علامت Kernig وجود ندارد.

۱۰– قلبی عروقی: یکی از یافته‌های شایع RICP افزایش فشار خون است که ممکن است همراه با برادیکاردی نیز باشد.
۱۱– اختلالات عصبی موضعی: یافته نسبتاً شایع فلج زوج ۶ مغزی و یافته مهم و خطرناک فتق‌های داخل مغزی است.
توجه: در بیمار هوشیار مشکوک به RICP، عدم توانایی وی در تعیین دقیق محل درد، نشانه خوبی دال بر RICP است.
تریاد کوشینگ (هیپرتانسیون، برادیکاردی و اختلال الگوی تنفسی) نشاندهنده RICP شدید و پیش آگهی بد بیماری است.

## یافته‌های تشخیصی
در کلیه بیماران مشکوک به RICP بایستی سی‌تی‌اسکن مغز به عمل آمده و پیش از انجام آن LP ممنوع است اما اگر در سی‌تی‌اسکن RICP مشخص نشد و به خون‌ریزی ساب‌آراکنوئید یا مننژیت شک وجود داشت می‌توان با احتیاط اقدام به LP نمود.
سایر آزمایش‌ها عبارتند از:
CBC diff, BUN, Cr, BS, SGOT, SGPT, Na, K، ABG, serume osmolality, U/A.

## درمان RICP
۱– استفاده از دیورتیک اسموتیک مانند مانیتول که با کاهش مقدار آب بافت مغزی به کاهش ICP کمک می‌کند (از طریق افزایش برون ده ادراری).
نارسایی قلبی و کلیوی و ادم ریوی از عوارض استفاده از مانیتول است.
۲– گاهی اوقات استفاده از کورتون با کاهش ادم به کاهش ICP کمک می‌کند، که از دگزامتازون استفاده می‌شود.
۳– محدودیت مصرف مایعات: کاهش مایعات باعث کاهش حجم در گردش ICP می‌شود.
۴– هایپرونتیله کردن بیمار: از طریق انقباض عروق باعث کاهش ICP می‌شود. (برخی مواقع به بیمار O۲ با غلظت بالا داده می‌شود که با تنگی عروق به کاهش ICP کمک می‌کند)
۵– هایپوترم کردن بیمار: کاهش دما باعث کاهش میزان متابولیسم سلول‌های مغزی و افت ICP می‌شود.
اگر این اقدامات مؤثر نباشد از روش تهاجمی استفاده می‌شود:
۱. Subarachnohd bolt (پیچ زیر عنکبوتیه):
یک پیچ توخالی است که از طریق جراحی با بازکردن جمجمه و گذشتن از دورامتر آن را در فضای ساب آراکنوئید قرار می‌دهند. یک سمت الکترود دارد که به ترانس دیوسر وصل است و ICP را اندازه‌گیری می‌کند و در صورت ICP مقداری از CSF را خارج می‌کند.
۲. Ventriclostomy (سوندگذاری داخل بطنی):
در این روش سوند باریک و ریز از طریق جراحی داخل یکی از بطن‌های طرفی عمدتاً در نیمکره غیر غالب قرار می‌دهند که برای اندازه‌گیری ICP و تخلیه CSF است.
عوارض: عفونت بطن، کلاپس بطنی، انسداد مسیر سوند.

## مداخلات پرستاری
1. زیر سر ۳۰ درجه بالاتر باشد و کمک به بهبود درناژ وریدی.
2. قرار گرفتن سر بیمار در وضعیت خنثی و جلوگیری از خم شدن به طرفین (انسداد ورید ژوگولار و ICP).
3. جلوگیری از انجام فعالیت‌هایی مثل عطسه، سرفه یا مانور والسالوا در بیمار.
4. استفاده از ملین، رژیم پر فیبر به بر طرف شدن یبوست کمک می‌کند و از انجام مانور والسالوا جلوگیری می‌کند.
5. تراکئال آسپیراسیون (ساکشن نای) بیمار در صورت نیاز برای جلوگیری از ایجاد هیپوکسی.
6. جلوگیری از خم شدن مفصل ران.

## اندازه‌گیری ICP
محمد بهفر پژوهشگر ایرانی در دانشگاه فناوری تامپر (TUT) سامانه‌ای بی‌سیم برای نظارت طولانی مدت بر فشار درون جمجمه توسعه داده‌است. این حسگر که درون جمجمه قرار می‌گیرد می‌تواند ICP را در زمان واقعی اندازه‌گیری و داده‌ها را به صورت بیسیم به یک رایانه ارسال کند. این یک روش ارزان و مؤثر نسبت به فناوری‌های مبتنی بر کاتتر که در حال حاضر استفاده می‌شود، است